# Laurids Munch
Laurids Sørensen Munch (1697 i Aalborg – 13. januar 1758 i København) var en dansk højesteretsassessor.
Munch blev ca. 1722 skriver hos højesteretsprokurator Dines Leth i København. Ved Leths udnævnelse til landsdommer søgte Laurids Munch egen prokuratorbevilling.
27. juni 1727 ægtede han Sara Mikkelsdatter Ørslev (23. januar 1700 – 23. april 1781), datterdatter af skomager Jens Jensen Munk.
19. marts 1728 blev Munch prokurator for Højesteret i begge riger. Han var kendt som prokurator og var ikke blot en meget dygtig sagfører og administrator, men havde også ambitioner. Det kan bl.a. aflæses af den pragfulde begravelse, som han arrangerede ved moderens død i Sct. Nicolai Kirke i 1747.
9. marts 1736 blev han virkelig kancelliråd og fik 6. september 1737 tilladelse til at vedblive med sit højesteretsadvokatembede, indtil hans vilkår bliver således, at han kan tiltræde et ham lovet embede som assessor i Hofretten uden løn. 27. januar 1741 blev Munch virkelig justitsråd og 18. februar 1746 tilforordnet i Højesteret. 29. januar 1749 blev han etatsråd.